# Dolores (Buenos Aires)
Dolores is een plaats in het Argentijnse bestuurlijke gebied Dolores in de provincie Buenos Aires. De plaats telt 24.120 inwoners.